# أيوب البدري
أيوب البدري، هو مخرج ومصور سينمائي سوري، من أوائل السينمائيين في العالم العربي، من أفلامه المتهم البريء (1928)، نداء الواجب (1939).